# 二宮神社 (あきる野市)

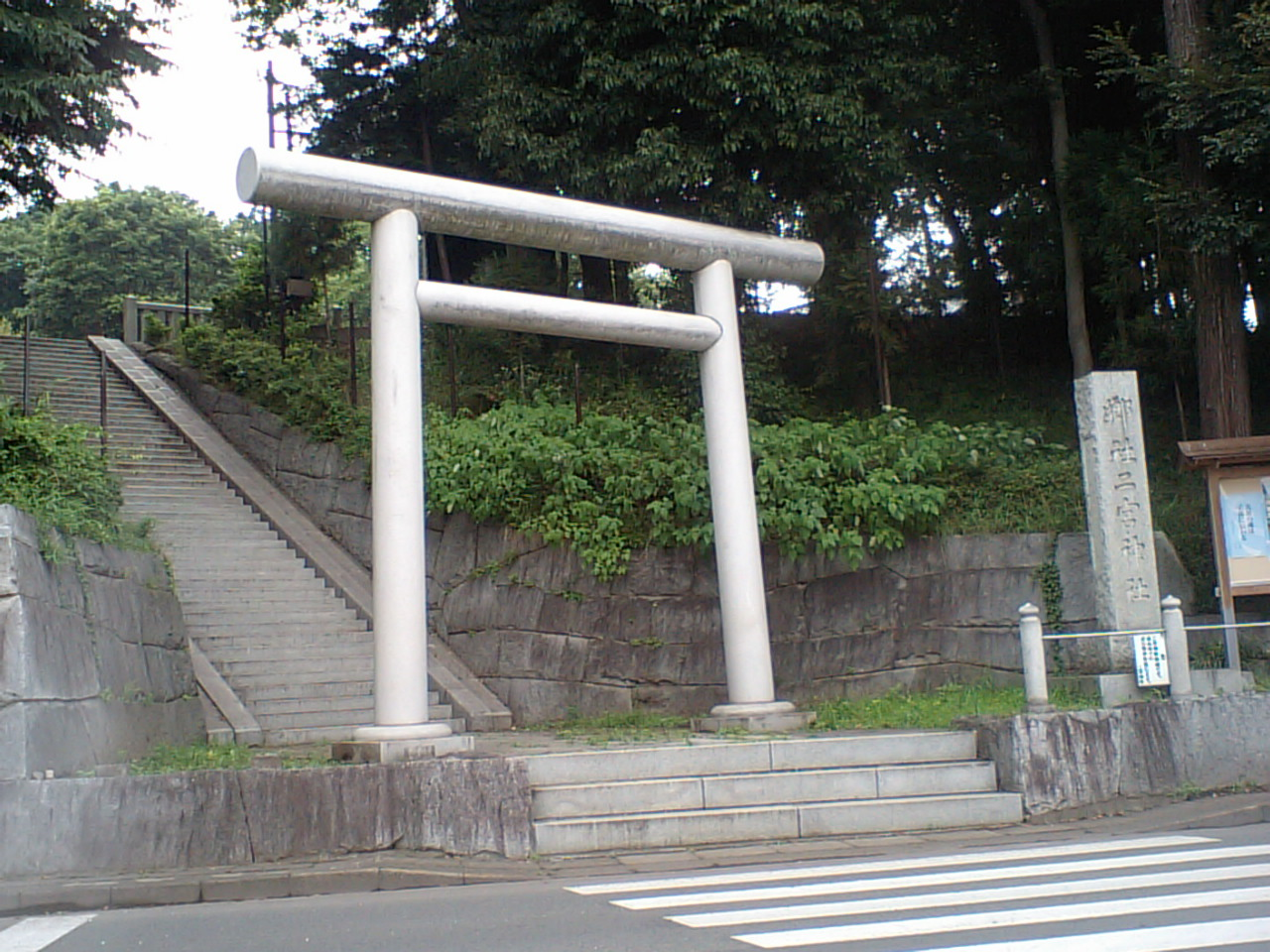
鳥居

二宮神社（にのみやじんじゃ）は、東京都あきる野市二宮にある神社。武蔵国二宮で、旧社格は郷社。別称は「小河神社（おがわじんじゃ）」。古くは「小河大明神」または「二宮大明神」とも称された。

## 祭神
- 国常立尊 （くにとこたちのみこと）[1]

## 歴史
創立年代は不詳。『和名抄』に記されている武蔵国多摩郡小川郷の鎮守であり、「小河大明神」とも称された。
当社は武蔵国の二宮であったとされ、『神道集』『私案抄』にみられる「武州六大明神」の一角に数えられている。この六社のうち唯一、式内社ではない。現在も武蔵国総社・六所宮（現・大國魂神社）の一座に祀られているほか、周辺の地名は「二宮」と称されている。
古記録によると、藤原秀郷が生国の山王二十一社中の二宮を崇敬する縁故をもって特に当社を崇敬し、天慶の乱に際し戦勝祈願をこめ、乱平定の奉賽として社殿玉垣を造営した。
源頼朝、北条氏政も崇敬篤く、ことに北条氏照は滝山城主となって、同氏の祈願所とした。のち、神殿・神宮宅は罹災し、記録の大半が焼失した。
一方、鎌倉時代には当地付近に大石氏中興の祖とされる信重が城館を構え、5代にわたって居城としたとの記録がある。この「二宮城」の所在を探るため、昭和47年（1972年）に二宮神社境内の一角が発掘調査されたが、関係する資料を得ることはできず否定された。しかし、この発掘調査では、寺院に関係する小型の金銅製薬師如来像や中世の瓦が発見され、新たな謎を呼んでいる。特に、薬師如来像は小河大明神の御正体と推測されている。
天正19年（1591年）、徳川家康より朱印15石を受け、以後、代々継承されてきた。現在の本殿は、江戸時代に建立されたといわれる。
明治3年（1870年-1871年）、現社名に改称した。

## 本殿

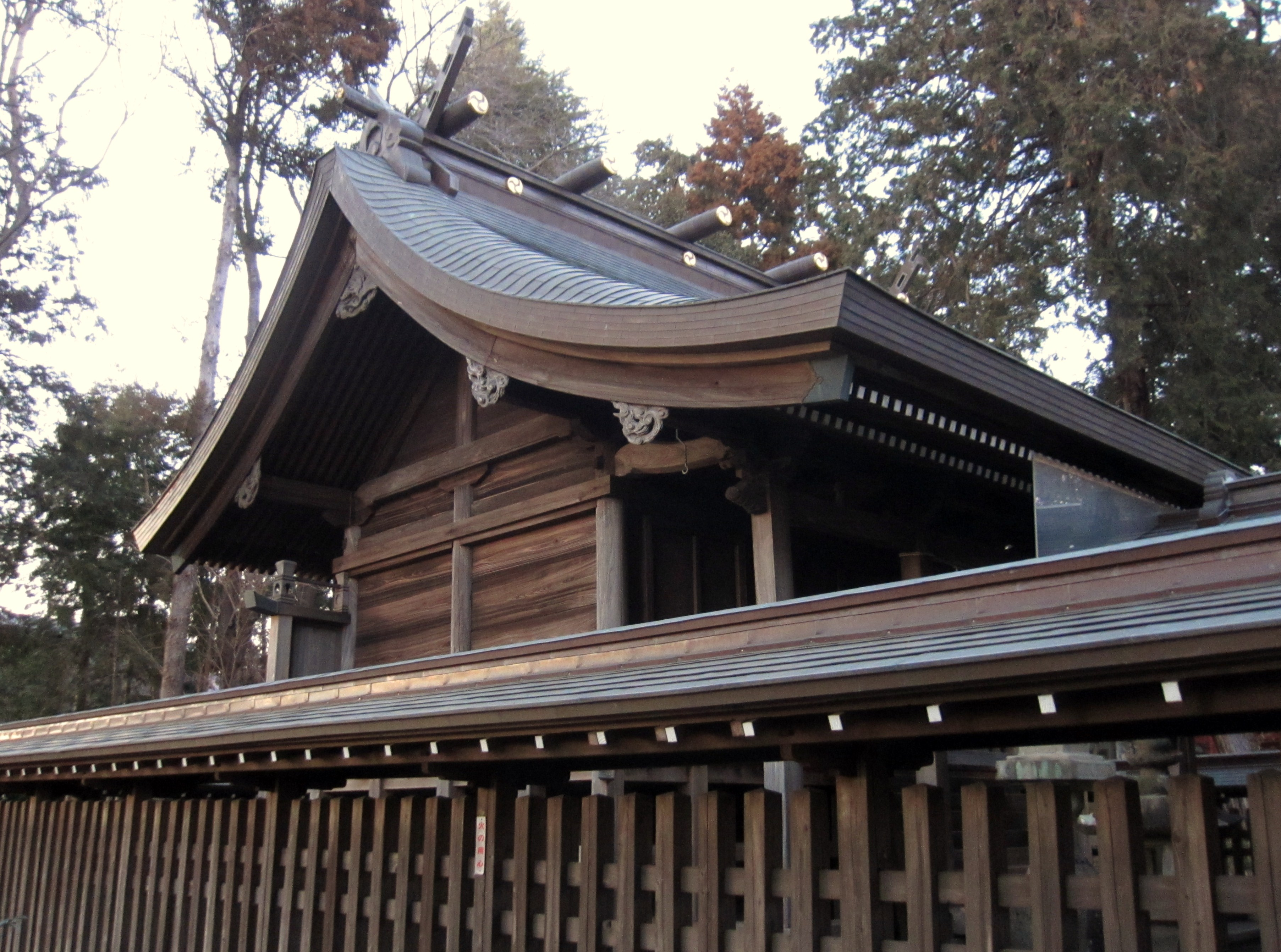
本殿

三間社流造で、江戸時代の造営。内部には室町時代造営の宮殿（市指定文化財）が納められている。

## 二宮神社お池

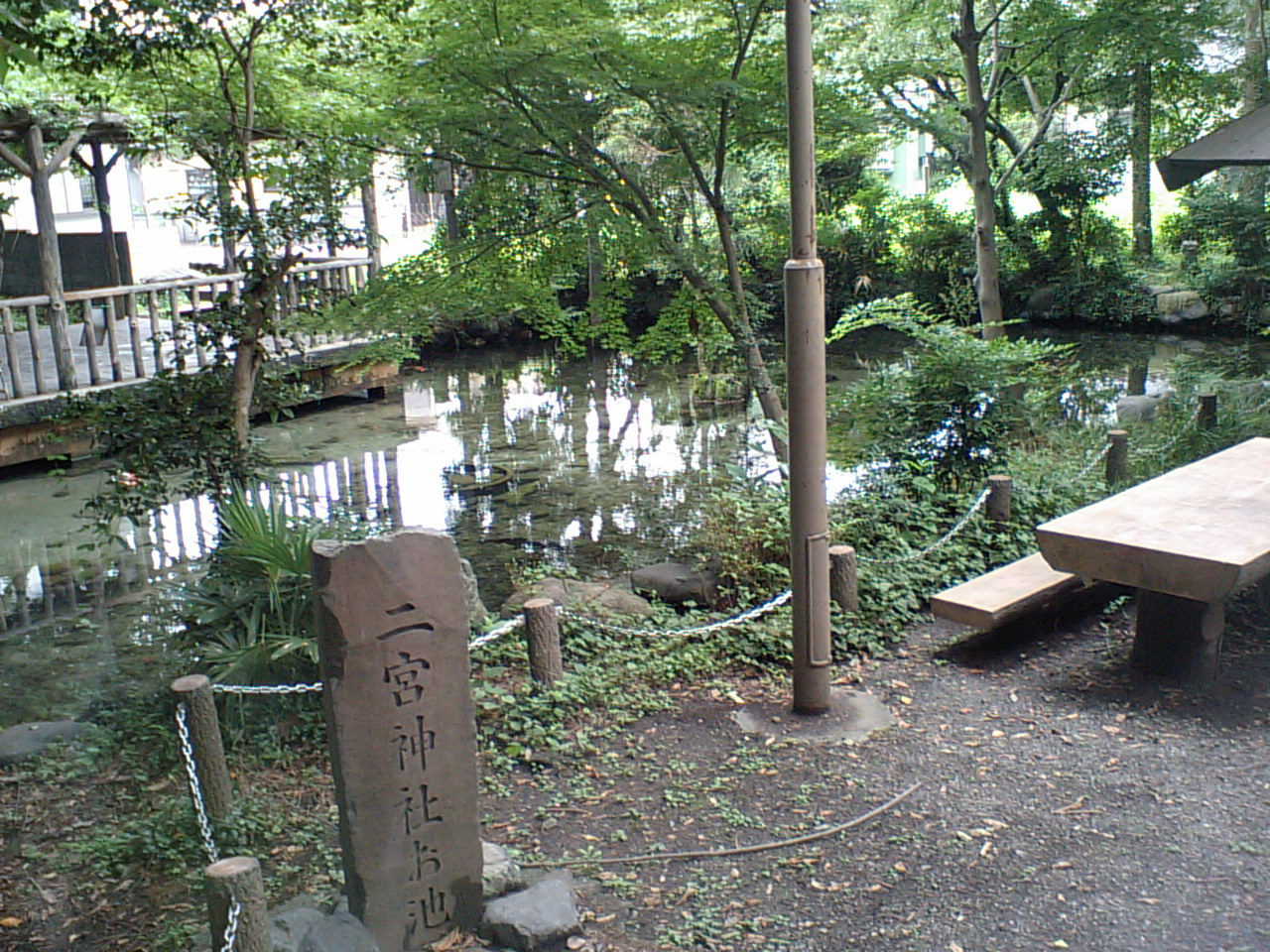
お池

参道の石段を降りて道路を渡った反対側には、当社の「お池」があり、豊富な湧出量を誇る清らかな湧き水が満々とたたえられ、「千人清水」と名付けられた小川が勢いよく流れ出している。この湧水は同市の八雲神社の湧水とともに、東京都選定「東京の名湧水57選」のひとつに数えられている。
お池の中には1990年（平成2年）菅野遊邦作の「雨乞いの男」という、座って横笛を吹いている男の像がある。これは昔、ここで雨乞いをしていたという言い伝えに基づいて制作されたものである。

## 摂末社
いずれも境内末社。
- 伊勢神社
- 八幡神社
- 八雲神社
- 天神社
- 稲荷神社（同名2社）
- 荒波々伎神社
- 諏訪神社
- 社宮社

## 祭事

### 年間祭事
- 毎月
  - 月次祭 （1日・15日）

| - 1月 - 元旦祭 （1月1日） - 門神祭 （1月2日） - 筒粥ノ神事 （1月15日） - 天神祭 （1月25日） - 伊勢神社祭 （1月28日） - 2月 - 節分祭 （2月節分の日） - 初午祭 （2月初午の日） - 紀元祭 （2月11日） - 4月 - 春祭（祈年祭） （4月8日前後日曜） - 氷雨祭 （4月8日前後日曜） - 社宮祭 （4月8日前後日曜） - 天長祭 （4月29日） | - 6月 - 大祓 （6月30日） - 7月 - 馬場洗ノ神事 （7月15日） - 天王祭 （7月15日） - 諏訪祭 （7月27日） - 9月 - 風祭 （9月1日） - 例祭（しょうが祭） （9月9日） - 八幡祭 （9月15日） - 11月 - 文化祭 （11月3日） - 秋祭（新嘗祭） （11月23日） - 12月 - 大祓 （12月31日） |

### 例大祭

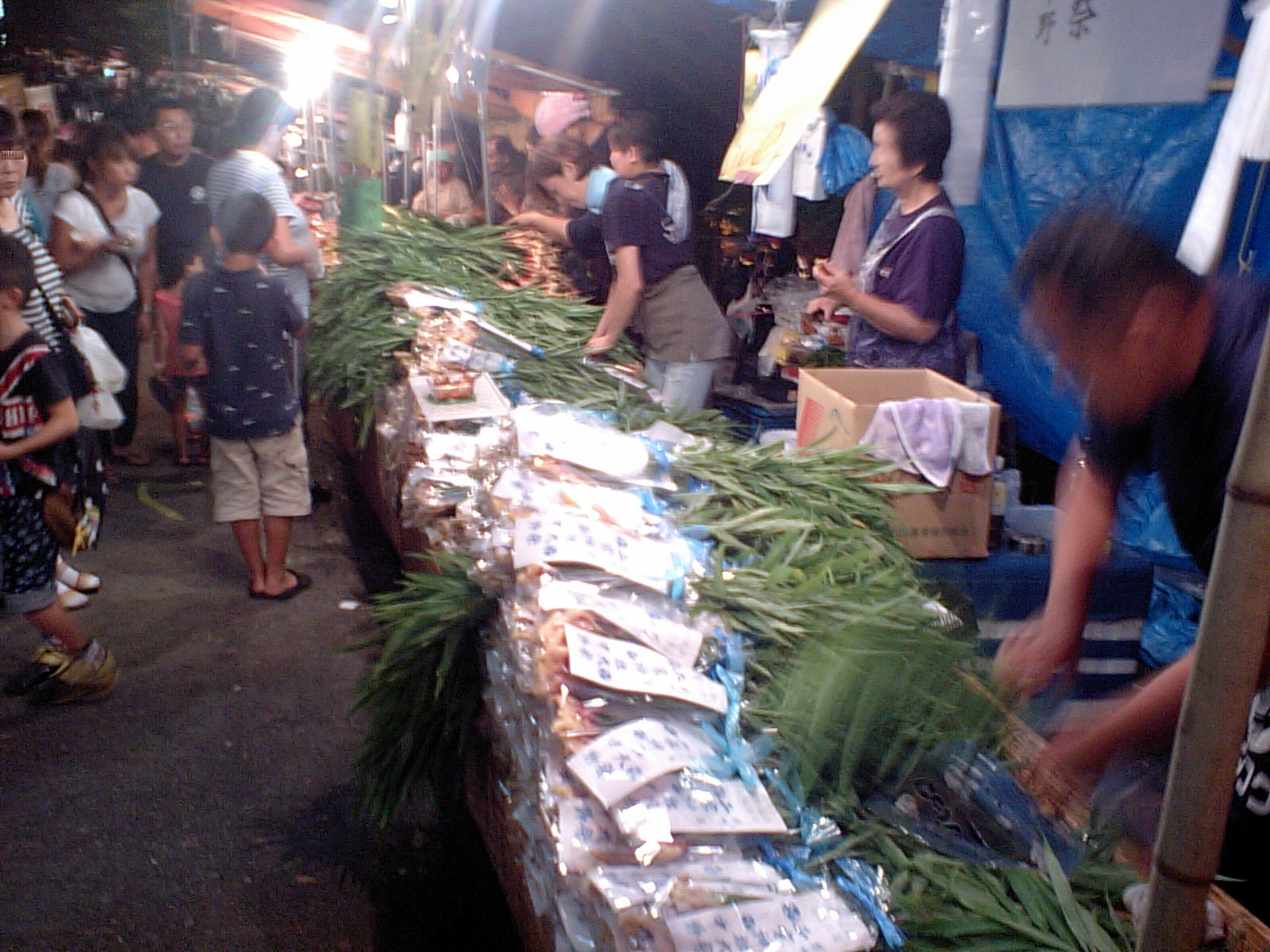
例大祭（生姜祭り出店）

9月8日宵宮・9月9日本祭で、通称「しょうが祭」。神饌として、しょうがを奉納するならわしがある。祭礼当日は参道にしょうがを売る店が立ち並び、しょうがを買う多数の参拝者でにぎわう。神輿の渡御、地元有志による子供歌舞伎、芸能の夕も催され、夜は境内で神輿をかつぎ、東京で唯一の農村歌舞伎を伝承している秋川歌舞伎（農民歌舞伎・都指定無形民俗文化財）が上演される。

### その他
上記のほか、大國魂神社の例大祭「くらやみ祭」（5月）では当社が参加している。

## 文化財

### 東京都指定旧跡
- 二宮神社並びに城跡 - 1926年（大正15年）5月標識、1955年（昭和30年）3月28日指定。

### あきる野市指定文化財
- 本殿（建造物） - 2006年（平成18年）12月25日指定。
- 宮殿（建造物） - 2006年（平成18年）12月25日指定。
- 二宮神社のフジ（天然記念物） - 1975年（昭和50年）11月3日指定。
- 二宮神社のヤナギ（天然記念物） - 1975年（昭和50年）11月3日指定。

## 現地情報
所在地
- 東京都あきる野市二宮2252

付属施設
- 二宮考古館 - あきる野市の郷土資料施設。市内の発掘調査で出土した土器や石器を中心に約150点の考古遺物を展示（入場無料）。

交通アクセス
- 最寄駅：東日本旅客鉄道（JR東日本）五日市線 東秋留駅 より徒歩約5分（経路案内）
- 駐車場なし